# 阅山湖公园站
阅山湖公园站是贵阳轨道交通1号线的地铁车站，位于中华人民共和国贵州省贵阳市观山湖区林城西路与云潭北路交叉口西侧，于2017年12月28日开通。

## 车站结构
阅山湖公园站沿林城西路呈东西向设置，为地下一层侧式站台车站，车站长220.2米，标准段宽65.95米，车站站厅及站台均位于地下一层，地下二层设有换向通道。
| 地面                         | 出入口     | A、B、C、D出入口 |
| 地下一层                     | 站厅及站台 | \| 客服中心、自动售票机、验票机 \| \| \| \| 側式 · 開右邊车门 \| \| \| \| \| \| █ 1号线往窦官（老湾塘） \| \| \| \| █ 1号线往小孟工业园（林城西路） \| \| 側式 · 開右邊车门 \| \| \| \| 客服中心、自动售票机、验票机 \| \| \| |
| 地下二层                     | 通道       | 换向通道 |
| 客服中心、自动售票机、验票机 |            | |
| 側式 · 開右邊车门            |            | |
|                              |            | █ 1号线往窦官（老湾塘） |
|                              |            | █ 1号线往小孟工业园（林城西路） |
| 側式 · 開右邊车门            |            | |
| 客服中心、自动售票机、验票机 |            | |

## 车站出口
阅山湖公园站共有4个出入口，其中A、B出入口连通南侧站厅，C、D出入口连通北侧站厅，各出口及周围设施如下所示：
| 编号                | 出入口信息                                                   | 照片   | 无障碍设施 |
| 南站厅              | 南站厅                                                       | 南站厅 | 南站厅     |
| ------------------- | ------------------------------------------------------------ | ------ | ---------- |
| A · 出口 · （设有） | 林城西路                                                     |        |            |
| B · 出口            | 云潭北路，林城西路，阅山湖公园，通源汽车文化广场，阅山湖小学 |        | 不適用     |
| 北站厅              |                                                              |        |            |
| C · 出口 · （设有） | 云潭北路，林城西路，贵州国际呼叫中心，通源观山湖汽车公园     |        |            |
| D · 出口            | 林城西路，绿洲湾小区，天田智慧产业园                         |        | 不適用     |
| 图例： 设有         |                                                              |        |            |

## 接驳交通

### 公交车
- 阅山湖公园：303路，321路，阅山湖穿梭巴士

## 车站历史
本站建设时期工程名为云潭路站，开通前正式命名为阅山湖公园站，站名来自车站南侧的阅山湖湿地公园。
- 2015年4月30日，车站主体结构封顶[2]。
- 2017年12月28日，车站随1号线观山湖段通车开通[1]。